# Richard Hoggart
Herbert Richard Hoggart (24. září 1918 Leeds – 10. dubna 2014) byl britský literární teoretik, kulturolog a sociolog.

## Uses of Literacy
Silně ovlivnil vývoj zejména mediálních a kulturálních studií, to když začal jako jeden z prvních vážně zkoumat populární kulturu, a to zejména ve své nejslavnější práci The Uses of Literacy z roku 1957. První část knihy je věnována tradiční dělnické kultuře, druhá pak pop-kultuře komerční. Tu první Hoggart vnímá jako autentickou a čistou, tu druhou podrobuje zdrcující kritice a ukazuje, jak autentickou městskou kulturu ničí a kolonizuje. Tento konzervativně kritický přístup si uchoval i do pozdních let, ve své třídílné autobiografii z 90. let želí pádu morální autority náboženství a útočí na kulturní relativismus a jeho "tyranii" v současném západním světě.

## Zakladatel birminghamské školy
Roku 1964 byl zakladatelem a prvním ředitelem (1964-1969) Centra pro současná kulturální studia (Centre for Contemporary Cultural Studies) na Birminghamské univerzitě. Centrum se stalo sídlem tzv. birminghamské školy kulturálních studií, Hoggart je spolu s Raymondem Williamsem považován za jednoho z jejích otců, byť jí rozvinula především následující generace (Stuart Hall, David Morley, Dick Hebdige, John Fiske, John Hartley aj.) a její vývoj (k marxismu na straně jedné a postmoderní obhajobě pop-kultury na straně druhé) neladil s Hoggartovým kulturním konzervatismem.
Chris Barker jeho přínos kulturálním studiím zhodnotil takto: "Základní dědictví, které Hoggart zanechal kulturálním studiím, spočívá v tom, že legitimizoval podrobné zkoumání kultury dělnické třídy, a tedy i významy a praktiky používané obyčejnými lidmi ve snaze žít své životy a vytvořit vlastní dějiny."